# Водяний ослик сліпий
Водяний ослик сліпий (Proasellus cavaticus) — вид рівноногих ракоподібних родини Водяні ослики (Asellidae). від інших представників родини добре відрізняється відсутністю очей і пігментації. сягає довжини до 8 мм. Живе на нижній частині камінь у підземних печерних водах.

## Ареал
Поширений переважно на Британських островах (Англія і Уельс), крім того у Франції і Бельгії Є звичайний видом у південній і центральній Німеччині.